# 橫山縣 (田州)
橫山縣，唐開元中開蠻洞置，貞元二十一年廢，後復置。屬田州橫山郡。在今廣西省田東縣祥周鄉。